# Vita Noberasco
Vita Noberasco (fl. XX secolo) è stata una stilista italiana, sarta milanese, è stata una dei protagonisti del rinnovamento della moda italiana.

## Biografia
Apre una sartoria a Milano a Via Manzoni sul finire degli anni '40 ed è tra i primi stilisti italiani a cercare uno stile autonomo libero dall'influenza francese che aveva, fino ad allora, caratterizzato la produzione della moda in Italia.
Nel 1951 insieme ad altri grandi nomi dell'epoca quali Emilio Schuberth, Alberto Fabiani, Simonetta, le Sorelle Fontana e Carosa di Roma, Germana Marucelli, Jole Veneziani e Vanna di Milano, è una delle firme dell’alta sartoria che vengono chiamate a partecipare alla "First Italian High Fashion Show" che è stata la prima storica sfilata organizzata a Firenze dall'imprenditore Giovanni Battista Giorgini per dare il segno di un cambio di indirizzo e di vitalità della nascente moda italiana e che segnò appunto l'inizio del "Made in Italy". Noberasco, si distingue tra i contemporanei per la grande intelligenza critica e la capacità di sapersi tenere aggiornata su tutto quanto riguarda il mondo della moda. 
Alla sua scomparsa, il suo archivio viene rilevato da Walter Albini e dal bigiottiere Giuliano Fratti.